# Puffinus mauretanicus
La pardela balear (Puffinus mauretanicus) es una especie de ave procelariforme de la familia Procellariidae que habita en el Mediterráneo y el Atlántico nororiental, pero cría únicamente en el archipiélago balear. Es denominada baldritja en Mallorca y Menorca y virot en las Pitiusas. En el pasado se consideraba que era una subespecie de la pardela pichoneta o la pardela mediterránea. El rápido declive de sus poblaciones, producido por las alteraciones en su reducida área de cría, hace que se la considere en peligro crítico de extinción.

## Descripción
Los ejemplares adultos de pardela balear miden entre 30 y 38 cm, tienen una envergadura de 85–90 cm y pesan unos 500 g. Su silueta en vuelo es la típica de las pardelas, volando bajo con las alas estiradas en ángulo recto, planeando con pocas batidas de ala casi tocando la superficie del agua con la punta de las alas y ladeándose con frecuencia. Sus partes superiores son de pardo oscuro, mientras que sus partes inferiores son de color blanquecino manchado, siendo sus flacos, el borde inferior de las alas y la zona de las axilas de tonos pardos más claros.  
Aparte de tener un plumaje con menos contraste entre las partes superiores y las inferiores, la pardela balear es muy parecida a la pardela pichoneta y la pardela mediterránea, y su área de distribución invernal solapa con ambas, en el Mediterráneo con la pardela mediterránea, y en el Atlántico con la de la pardela pichoneta; y además existe al menos una colonia mixta de pardelas baleares y mediterráneas, en Menorca, por lo que resulta difícil diferenciarlas plenamente al avistarlas en el mar.

## Taxonomía y filogenia
La pardela balear se clasifica en el género Puffinus, que pertenece a la familia de las pardelas y petreles (Procellariidae), incluida dentro del orden Procellariiformes. Los procelariformes son aves marinas que se caracterizan por tener picos con tubos nasales sobresalientes y alas largas y estrechas, que les permiten surcar los vientos planeando sobre el mar largas distancias. 
La pardela balear fue descrita científicamente por el ornitólogo inglés Percy Lowe en 1921, como una subespecie de la pardela pichoneta con el nombre de Puffinus puffinus mauretanicus. Posteriormente se consideró una subespecie de la pardela mediterránea, Puffinus yelkouan mauretanicus durante casi diez años. Pero en la actualidad se considera una especie separada, sin subespecies diferenciadas.
Al parecer pertenece a un grupo de especies de pardelas de Mediterráneo y el Atlántico adyacente que incluye a la pardela mediterránea (Puffinus yelkouan y varios taxones extintos en la prehistoria, como la pardela canaria de las dunas y posiblemente la pardela canaria de la lava y una forma sin distinción clara basada en restos encontrados en Menorca. Los dos linajes vivos de pardelas del Mediterráneo probablemente se separaron antes del Plioceno (aprox. 2 Ma), como indican las diferencias genéticas y los fósiles encontrados en Ibiza de  Puffinus nestori, de finales del Plioceno y comienzos del Pleistoceno, que podría haber sido el ancestro directo de las dos especies actuales.
El nombre del género y su especie, Puffinus, es la latinización del término inglés «puffin», usado para designar a los cuerpos curados de los polluelos gordos de las pardelas que se consumían como delicatesen hasta el siglo XVIII. Su nombre específico mauretanicus (en latín: «mauretánico, norteafricano») hace referencia a que el ejemplar tipo fue recolectado en Argel.

## Comportamiento
Es una especie gregaria y pueden avistarse en grandes bandadas especialmente en otoño. Suele volar cerca de la superficie el agua, alternando aleteos rápidos con planeos cortos. Se alimenta principalmente de peces y calamares. No suele seguir a los barcos en busca de despojos.
La pardela balear cría en madrigueras en los islotes y las islas menores del archipiélago balear, especialmente en Formentera, aunque también cría en grietas de acantilados y cuevas de las islas mayores. En el mar son silenciosas, pero al llegar por la noche a sus colonias de cría emiten graznidos lastimeros, más agudos que los de la pardela pichoneta.
Tras el periodo de cría, se dispersan por el mediterráneo occidental y algunas se adentran a finales del verano en el Atlántico alrededor de la península ibérica y el norte de África, llegando a las costas británicas, y del sur de Escandinavia.

## Conservación

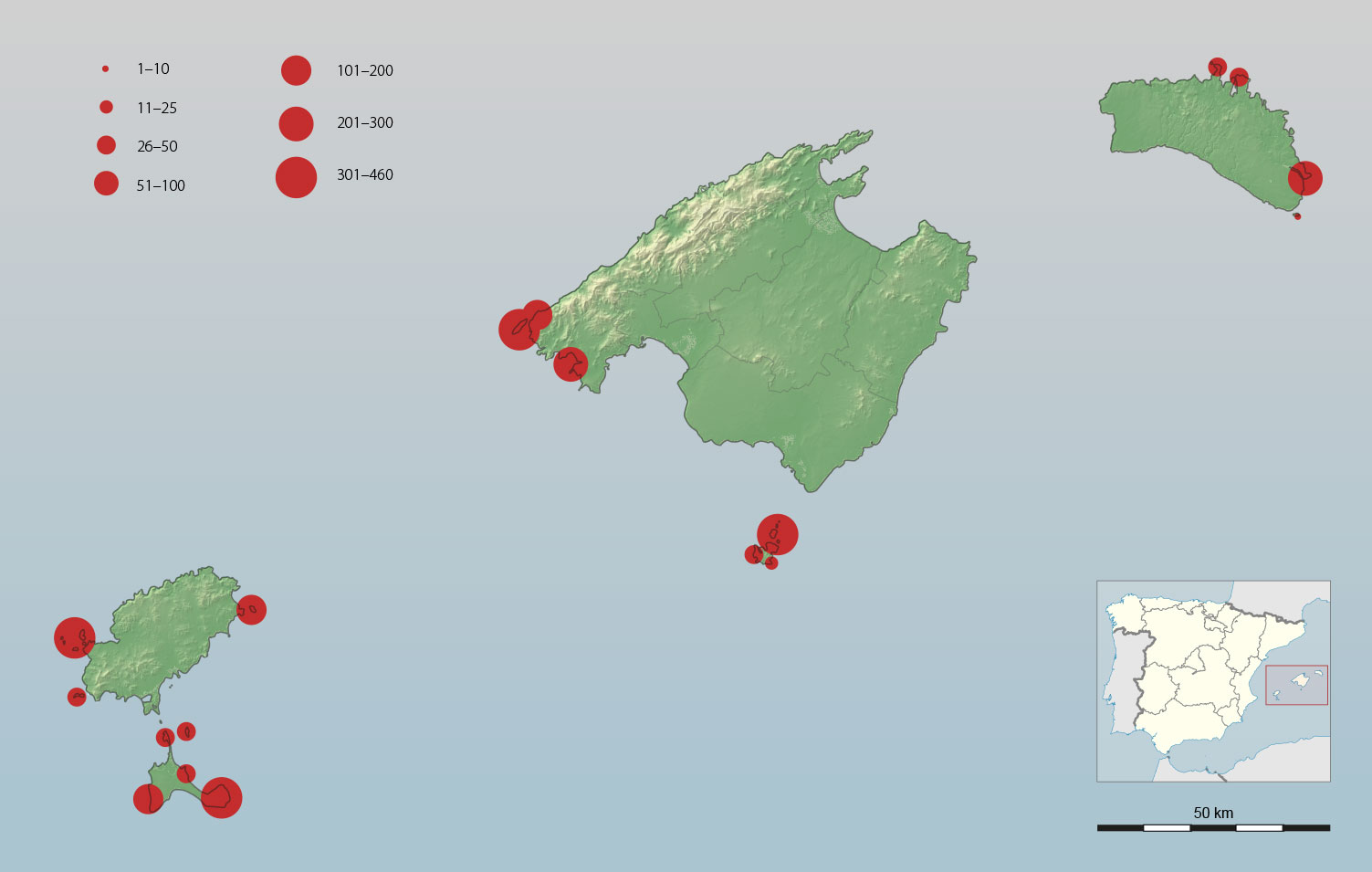
Colonias de Puffinus mauretanicus en las islas Baleares.

Sus principales amenazas son la urbanización destinada turismo de sus lugares de anidamiento, que destruyen o alteran su hábitat natural de cría (por ej. produciendo contaminación lumínica alrededor de sus colonias) y la introducción de animales, como los gatos asilvestrados y ratas en sus colonias. El descubrimiento de colonias de cría de pardela mediterránea en Menorca indica que la hibridación también podría resultar siendo un problema. La pardela balear se considera una especie en peligro crítico de extinción según la UICN. Recientes modelos estiman que con su media de descenso del 7,4% anual se extinguiría en 40,4 años. Esto equivale a un declive continuado de más del 80% en tres generaciones (54 años).